# Stadio Falcone-Borsellino
Lo stadio comunale Falcone-Borsellino è un impianto sportivo di Paternò, in provincia di Catania, adibito al calcio, dove si svolgono le partite interne del Paternò.

## Storia
Edificato alla vigilia degli anni duemila, l'impianto è stato inaugurato nella stagione calcistica 2001-2002, quando il Paternò Calcio disputò il suo primo campionato di Serie C2. Lo stadio è intitolato alla memoria dei giudici Paolo Borsellino e Giovanni Falcone assassinati da Cosa nostra, dei quali all'epoca ricorreva il decimo anniversario dalla morte.
Il Falcone-Borsellino sostituisce lo storico stadio Le Salinelle, ubicato nella zona omonima.
Nel 2007, a seguito degli incidenti verificatisi il 2 febbraio a Catania al termine della gara Catania-Palermo – nota per la morte dell'ispettore capo di Polizia Filippo Raciti – sono stati effettuati lavori di ristrutturazione e adeguamento alle norme previste dal decreto Amato sulla sicurezza negli stadi di calcio, che ha comportato una temporanea riduzione della capienza massima da 4.000 a 2.000 spettatori.

## Struttura
Lo stadio sorge alla periferia nord-ovest di Paternò, in contrada Fonte Maimonide, nel quartiere Acquagrassa. Inizialmente la sua capienza era di circa 6.000 spettatori, poi ridotta agli attuali 4.000.
Gli spalti sono suddivisi in quattro settori.
Tre settori ospitano la tifoseria di casa: Tribuna A, Tribuna B e Curva Sud. La Curva Nord è adibita come settore ospiti.
Sono presenti 4 torri faro per l'utilizzo dell'impianto in notturna.